# Stanley y su monstruo
Stanley y su monstruo (en inglés, Stanley and his monster) era un cómic estadounidense de humor publicado por DC Comics, sobre un chico que tiene un monstruo como mascota en lugar de un perro. Creado por el guionista Arnold Drake y el dibujante Winslow Mortimer como complemento al cómic de humor The Fox and the Crow en su número 95(enero de 1966), pasó a tener su propia serie en los años 60, y un "revival" en  una miniserie publicada en los años 90.

## Publicación editorial
La historia de complemento "Stanley y su monstruo" apareció por primera vez en los números 95 a 108 de la serie de humor, publicada por DC Comics, The Fox and the Crow. Tras dicho número, la serie se convirtió en Stanley and His Monster desde el número 109 al 112 (mayo a noviembre de 1968), su último número.
La siguiente aparición importante de los personajes se produjo en la miniserie de cuatro números de 1993 Stanley and His Monster vol. 2, realizada por el guionista y dibujante Phil Foglio, quien previamente había narrado sus orígenes en el número 48 de Secret Origins (abril de 1990). Esta aventura humorística, que revelaba al monstruo como un demonio del Infierno que se había vuelto bueno y había sido expulsado por Lucifer, incorporaba y parodiaba elementos de la línea adulta de DC Comics Vertigo, con una perspectiva ligera y dirigida al público general. Entre los personajes que aparecieron en la serie se encuentran Remiel, Duma (ambos ángeles que aparecían en The Sandman), El fantasma errante, y un personaje basado en John Constantine, Ambrose Bierce.
Los personajes volvieron a aparecer como personajes secundarios en la serie Green Arrow (2001), escrita por el cineasta Kevin Smith, pero en un tono mucho más sombrío que en sus apariciones anteriores, y con Stanley como un joven adolescente. Su siguiente aparición fue en la miniserie de 2005 y 2006 Crisis Infinita, en la que, en su número 6, forman parte de un grupo de personajes sobrenaturales que intentan convocar al espíritu mágico de la venganza, el Espectro, para pedirle ayuda.
La siguiente aparición de los personajes fue en la serie Batman/Superman, dentro del arco argumental "Reyes de la hechicería" (2011), como miembros de una mágica Liga de la Justicia de un futuro distópico. Stanley aparecía como un hombre joven.

## Biografía ficticia de los personajes
Stanley Dover es un niño de seis años que encuentra a un monstruo en un granero. En un giro sobre las historias de monstruos tradicionales, el monstruo (una criatura alta y musculosa de pelo rosa) está tan asustado del mundo como el mundo lo está de él. La criatura, a la que Stanley llama Spot, se va a vivir a casa del niño, lo que comporta muchas situaciones divertidas. Estas incluyeron la aparición del leprechaun Shaugnessy Poltroon, de un duende llamado Schnitzel (ambos vendidos a los Dover como juguetes en el número 99), del fantasma del emperador francés Napoleon (presentado en el número 97), y de la niñera adolescente Marcia. También visitó la casa el cómico real Jerry Lewis (número 110).
El monstruo, es en realidad un demonio conocido como La bestia sin nombre, que había sido expulsado del Infierno por Lucifer por ser "demasiado simpático". Lucifer esperaba que los humanos, desesperados y fanáticos, amargarían al monstruo para hacerle aceptar su destino como un ser demoniaco, un plan que casi tuvo éxito. Sin embargo, cuando Stanley (que no conoce el origen del monstruo y no le tiene miedo) se encuentra con la criatura y le acoge como amigo, el monstruo escoge el camino del bien y continúa viviendo en la Tierra. El primer nombre que tuvo la Bestia fue Massachusetts, dado que allí encontró a las primeras personas amables con él, pero lo máximo que Stanley pudo conseguir que el monstruo pronunciara fue "Mathatoothis". Se solicitó a los lectores que enviaran nuevas propuestas de nombres que el monstruo pudiera pronunciar.
Los padres de Stanley, Mitch y Sheila, creen firmemente que su amigo es un ser imaginario hasta que finalmente se enteran de su existencia. Inicialmente, quieren que el monstruo se vaya, pero tras darse cuenta de la buena naturaleza de la criatura, deciden que, en un mundo de superhéroes, magia, e invasiones alienígenas, tener un demonio benigno como amigo de su hijo parece bastante normal, y le permiten quedarse.
Años más tarde, se revela que otras fuerzas arcanas han jugado un papel en la llegada del monstruo a la Tierra (aunque debe mencionarse que los acontecimientos narrados en esta versión de la historia invalidan versiones anteriores, hasta el punto de que intentar vincularlas es imposible). El monstruo había sido accidentalmente unido a Stanley por el abuelo de este último, un adorador del demonio, también llamado Stanley Dover, quien había convocado a la Bestia con el objetivo de usarla para obtener la inmortalidad, pero había sido obligado a cuidar del niño en el momento en que realizó el ritual y el vínculo se transfirió al niño en su lugar. Tras descubrir dicho vínculo, el abuelo encerró al joven Stanley en un gran contenedor de cristal, le torturó físicamente y le obligó a presenciar horribles asesinatos, en un intento de recuperar al monstruo. Finalmente, el abuelo olvida sus planes iniciales de buscar al monstruo, y decide transmitir su alma a Green Arrow (en aquel momento resucitado por Hal Jordan como un cuerpo amnésico sin alma tras el crossover La noche final), con el objetivo de conseguir el acceso a los sistemas de vigilancia de la Atalaya (cuartel general de la Liga de la Justicia), y con éstos localizar a la Bestia. Sin embargo, Green Arrow fue capaz de contactar con su alma en el Cielo y convencerla para que volviese. De vuelta a la tierra, se enfrentó contra los demonios que el abuelo había convocado hasta que el monstruo apareció para sellar la puerta al Infierno. Acto seguido, devoró al abuelo Dover, y borró las memorias horribles de lo vivido por Stanley de su mente, para ahorrarle una vida atormentada.
Algún tiempo más tarde, Stanley y su monstruo aparecieron junto a varios héroes mágicos de la DC para convocar a El Espectro durante Crisis Infinita.
Stanley y su monstruo también aparecieron en un posible futuro alternativo como miembros de la Liga de la Justicia. Junto a Aquaman, Reina del grito, Klarion the Witch Boy, Traci Thirteen, Batman, y Superman, luchan para evitar un armagedón de proporciones épicas.